# Форт-Шоні (Огайо)
Форт-Шоні (англ. Fort Shawnee) — переписна місцевість (CDP) в США, в окрузі Аллен штату Огайо. Населення — 6263 особи (2020).

## Географія
Форт-Шоні розташований за координатами 40°40′52″ пн. ш. 84°7′53″ зх. д. / 40.68111° пн. ш. 84.13139° зх. д. (40.681175, -84.131499).  За даними Бюро перепису населення США в 2010 році переписна місцевість мала площу 18,78 км², з яких 18,67 км² — суходіл та 0,11 км² — водойми. В 2017 році площа становила 24,81 км², з яких 24,63 км² — суходіл та 0,18 км² — водойми.

## Демографія
Згідно з переписом 2010 року, у селищі мешкало 3726 осіб у 1506 домогосподарствах у складі 1095 родин. Густота населення становила 198 осіб/км².  Було 1605 помешкань (85/км²).
Расовий склад населення:
| - 94,6 % — білих - 2,5 % — чорних або афроамериканців - 0,4 % — азіатів - 0,2 % — корінних американців - 0,1 % — вихідців з тихоокеанських островів - 1,0 % — осіб інших рас |

До двох чи більше рас належало 1,2 %. Частка іспаномовних становила 1,9 % від усіх жителів.
За віковим діапазоном населення розподілялося таким чином: 23,3 % — особи молодші 18 років, 60,9 % — особи у віці 18—64 років, 15,8 % — особи у віці 65 років та старші. Медіана віку мешканця становила 42,0 року. На 100 осіб жіночої статі у селищі припадало 100,5 чоловіків;  на 100 жінок у віці від 18 років та старших — 96,2 чоловіків також старших 18 років.
Середній дохід на одне домашнє господарство  становив 77 517 доларів США (медіана — 57 879), а середній дохід на одну сім'ю — 89 333 долари (медіана — 64 971). Медіана доходів становила 51 697 доларів для чоловіків та 37 175 доларів для жінок. За межею бідності перебувало 9,8 % осіб, у тому числі 17,4 % дітей у віці до 18 років та 4,8 % осіб у віці 65 років та старших.
Цивільне працевлаштоване населення становило 2903 особи. Основні галузі зайнятості: освіта, охорона здоров'я та соціальна допомога — 28,3 %, виробництво — 20,6 %, роздрібна торгівля — 14,0 %.